# Přívrat
Přívrat – wieś i gmina (obec) w Czechach, w kraju pardubickim, w powiecie Uście nad Orlicą.

## Historia
Wieś i twierdza zostały po raz pierwszy wspomniane w 1455. Přívrat zawsze był odrębną gminą, dopiero w latach 1989–1991 należał do Česká Třebová.

## Środowisko
W Přívrat najważniejszą górą jest Jasanův kopec (515 m), najdłuższym ciekiem wodnym – Husí krk, a największym obszarem wodnym – Dolní rybník.